# Castelnau-de-Brassac

Castelnau-de-Brassac este o comună în departamentul Tarn din sudul Franței. În 2009 avea o populație de 768 de locuitori.

## Evoluția populației
| An        | 1975 | 1982 | 1990 | 1999 | 2006 | 2009 |
| --------- | ---- | ---- | ---- | ---- | ---- | ---- |
| Populație | 925  | 872  | 805  | 803  | 784  | 768  |